# 溫克爾投影
溫克爾投影系統為折衷地图投影的一種，在1921年問世，由Oswald Winkel 發明。这种投影系统跟羅賓森投影一样都是為了呈現擬真世界比例所創造出來的投影系統，同樣都是偽圓柱投影，既沒有完全等積，也沒有完全等角，而是在兩者之間做折衷選擇製造出來的
溫克爾第一投影和溫克爾第二投影是偽圓柱投影。溫克爾第三投影是偽方位投影。
溫克爾第一投影的原型為圓柱投影與正弦投影，溫克爾第二投影的原型為圓柱投影與摩爾魏德投影，溫克爾第三投影的原型為圓柱投影與艾托夫投影，將兩者的座標進行平均化作製成溫克爾投影座標，其中每條經線的間距都相等，而這些經線又以本初經線(Prime meridian)為中心向兩側突出，本初經線是此投影唯一一條直線經線。緯線則是間距相等的曲線，南北緯線均向赤道突出，極點長度約為赤道0.4倍。1998年，國家地理學會將羅賓森投影替換成溫克爾III投影，之後許多教育機構的教科書也選擇溫克爾III投影作為世界地圖